# Samuel Sherwood (Politiker, 1779)

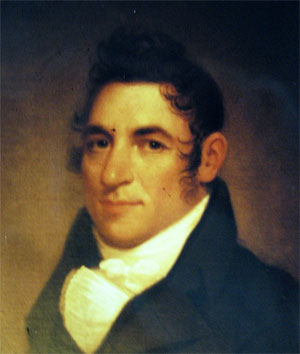
Samuel Sherwood

Samuel Sherwood (* 24. April 1779 in Kingsbury, New York; † 31. Oktober 1862 in New York City) war ein US-amerikanischer Jurist und Politiker. Zwischen 1813 und 1815 vertrat er den Bundesstaat New York im US-Repräsentantenhaus.

## Werdegang
Samuel Sherwood wurde während des Unabhängigkeitskrieges in Kingsbury geboren. Er schloss seine Vorstudien ab. Im Alter von 15 Jahren begann er in Kingston Jura zu studieren. 1798 zog er nach Delhi, wo er sein Studium fortsetzte. Seine Zulassung als Anwalt erhielt er 1800 und begann dann in Delhi zu praktizieren. Politisch gehörte er der Föderalistischen Partei an.
Bei den Kongresswahlen des Jahres 1812 wurde Sherwood im achten Wahlbezirk von New York in das US-Repräsentantenhaus in Washington, D.C. gewählt, wo er am 4. März 1813 die Nachfolge von Benjamin Pond antrat. Da er auf eine erneute Kandidatur im Jahr 1814 verzichtete, schied er nach dem 3. März 1815 aus dem Kongress aus.
Nach seiner Kongresszeit nahm er in Delhi wieder seine Tätigkeit als Anwalt auf. Er zog dann 1830 nach New York City, wo er weiter praktizierte. 1858 gab er seine Tätigkeit als Anwalt auf. Er starb während des Bürgerkrieges am 31. Oktober 1862 in New York City und wurde auf dem Woodland Cemetery in Delhi beigesetzt.